# جزيء ثنائي الحلقة

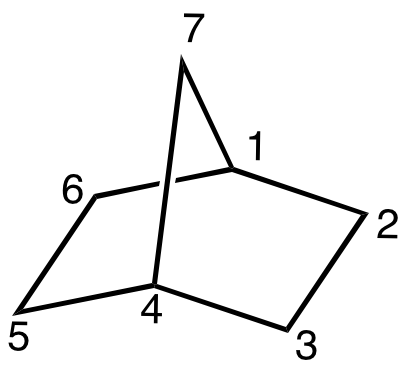
مركب نوربورنان؛ والذي له الاسم النظامي ثنائي حلقي [1.2.2]هبتان، هو مثال على جزيء ثنائي الحلقة.

الجزيء ثنائي الحلقة في الكيمياء العضوية هو جزيء يتميز أن بنيته تحوي على حلقتين متصلتين مع بعضهما البعض. يمكن أن يكون الجزيء ثنائي الحلقة مكوناً من حلقة ذات هيكل كربوني فقط، أو أن تكون حاوية على ذرة غير متجانسة. كما يمكن أن تكون كلا الحلقتين ذات صفة أليفاتية مثل الديكالين أو النوربورنان؛ أو عطرية مثل النفثالين؛ أو بمزاوجة بين الصفتين كما هو الحال في مركب تترالين.
تعد المركبات ثنائية الحلقية من المركبات المنتشرة في الطبيعة، وتوجد أمثلة منها في بنية الكثير من الجزيئات الحيوية مثل مركبات ثوجين والكافور.

## أنماط اتصال الحلقتين
هناك ثلاثة أنماط ممكنة لاتصال الحلقتين في الجزيء ثنائي الحلقة:
- نظام حلقي لولبي؛ حيث تشترك الحلقتان بذرة واحدة فقط، وهي الذرة التي تمثل محور الدوران (أو الالتفاف أو الالتواء)، وهي غالباً ذرة كربون رابعية.[4]
- نظام حلقي مدمج؛ حيث تشترك الحلقتان بذرتين متجاورتين؛ أي بمعنى آخر: تشترك الحلقتان برابطة تساهمية واحدة؛ بالتالي نحصل على حلقتين مدمجتين.
- نظام حلقي جسري حيث تشترك الحلقتان بثلاثة ذرات أو أكثر، ويربط الذرتين المتقابلتين جسر يحوي على ذرة واحدة على الأقل.

مركب مدمج ثنائي الحلقة
مركب لولبي ثنائي الحلقة
مركب جسري ثنائي الحلقة

## التسمية
تتبع الجزيئات ثنائية الحلقة قواعد تسمية خاصة بها؛ يتم فيها الاستعانة بأقواس مربعة يذكر فيها عدد ذرات الكربون الموجودة في الجسور.

## اقرأ أيضاً
- مركب حلقي